# Minneapolis (Kansas)
Minneapolis település az Amerikai Egyesült Államok Kansas államában, Ottawa megyében, melynek megyeszékhelye is. Lakosainak száma 1946 fő (2020. április 1.).

## Népesség
A település népességének változása:

| 2010 | 2 032 |
| 2020 | 1 946 |